# Euro-Mediterranean Human Rights Monitor
El Euro-Mediterranean Human Rights Monitor (Monitor Euromediterráneo de Derechos Humanos), conocido también como Euro-Med Monitor, es una ONG independiente sin ánimo de lucro que defiende los derechos humanos en Europa y en la región de Medio Oriente y Norte de África (llamada MENA por su acrónimo en inglés). Su objetivo principal es concienciar a la comunidad internacional sobre las violaciones de derechos humanos que sufren las personas que viven en territorios bajo ocupación, en medio de guerras o inestabilidad política, y/o han sido desplazadas como consecuencia de su persecución o de un conflicto armado.
Fue fundada en noviembre de 2011 por Ramy Abdu en Ginebra, donde tiene su sede, lo que facilita sus contactos con instituciones europeas de gobernanza y de derecho. Ramy Abdu es también presidente de la organización.
Los miembros de la Junta Directiva del Euro-Med Monitor deciden las líneas estratégicas a seguir. Su presidente es Richard A. Falk, que fue Relator Especial de las Naciones Unidas sobre la situación de los derechos humanos en los territorios palestinos ocupado desde 1967. Los miembros de la Junta son profesionales expertos en derechos humanos: Christine Chinkin, Noura Erakat, Celso Amorim, Lisa Hajjar, Tareq Ismael, John V. Whitbeck y Tanya Cariina Newbury-Smith.
En 2020, Maha Hussaini, directora de Estrategia del Euro-Med Monitor, recibió el premio Martin Adler otorgado por la fundación Rory Peck Trust, por su cobertura de la actualidad en Gaza para el portal de noticias británico Middle East Eye.

## We Are Not Numbers
«We Are Not Numbers» (en español: No somos números), cuyo acrónimo es WANN, es un proyecto creado en febrero de 2015 por Pam Bailey, secretaria internacional del Euro-Med Monitor y Ramy Abdu, para ofrecer a los jóvenes escritores de la Franja de Gaza unos talleres de escritura de artículos e historias en inglés, así como de producción de contenidos en inglés para las redes sociales, con el fin de llegar al público occidental. Cada participante recibe una formación de seis meses con tutores nativos de habla inglesa. El programa empezó con 40 jóvenes escribiendo en un blog bajo la tutoría de escritores y periodistas experimentados, con el objetivo de abrir una ventana para «las personas que hay detrás de los números en las noticias». El poeta y profesor Refaat Alareer, uno de los cofundadores del proyecto, ya había editado y publicado un año antes un libro de relatos escritos por jóvenes de Gaza, Gaza writes back : short stories from young writers in Gaza, Palestine. Refaat Alareer murió junto con seis miembros de su familia en un ataque aéreo israelí sobre la ciudad de Gaza en diciembre de 2023.
Al año siguiente, el proyecto había crecido hasta implicar a más de 75 escritores de Gaza, con el apoyo de tutores como Susan Abulhawa, Miko Peled, Alice Rothchild y Ben Norton. En agosto de 2016, Israel le negó a Bailey el permiso para entrar en Gaza debido a su trabajo "ilegal". Un abogado israelí le dijo que había sido incluida en una lista negra de ONG palestinas e internacionales dedicadas a la defensa de los derechos humanos.
En 2019, se publicó una recopilación de textos del proyecto en alemán, We Are Not Numbers: Junge Stimmen aus Gaza (en español: We Are Not Numbers: jóvenes voces de Gaza).
En 2020 uno de los cofundadores de WANN, Ahmed Alnaouq, junto con el israelí Yuval Abraham, lanzó una web en hebreo llamada «We Beyond the Fence» (Nosotros más allá de la barrera) en 2020, para que los israelíes tuvieran acceso a artículos, poemas y relatos personales sobre la vida en Gaza. En 2021, WANN colaboraba con 30 ONG y organizaciones locales, y publicó 114 relatos y poemas en su página web. En marzo de 2023, WANN acogió su decimoséptima remesa de 25 futuros escritores palestinos de Palestina, Jordania, Líbano, Estados Unidos y Turquía.